# Джордан Джеймс
Джо́рдан Е́нтоні Джеймс (англ. Jordan Anthony James; нар. 2 липня 2004, Герефорд) — валлійський футболіст, півзахисник французького клубу «Ренн» і збірної Уельсу.

## Клубна кар'єра

### «Бірмінгем Сіті»
Почав займатися футболом в академії клубу «Бірмінгем Сіті», до якої приєднався у 8 років.
2 листопада 2021 року дебютував в основному складі «Бірмінгем Сіті» в матчі Чемпіоншипу проти «Бристоль Сіті», замінивши Джордана Грема. 27 листопада того ж року підписав з клубом свій перший професіональний контракт розрахований до червня 2024 року. 19 лютого 2022 року забив свій перший гол за клуб в поєдинку Чемпіоншипу проти «Сток Сіті».
В сезоні 2023–24 забив 8 голів у 42 поєдинках чемпіонату, за що був номінований на звання молодого гравця сезону в Чемпіошипі.

### «Ренн»
12 серпня 2024 року перейшов у французький клуб «Ренн», підписавши чотирирічний контракт. Сума трансферу становила 4 млн фунтів стерлінгів. 25 серпня дебютував за «Ренн» в матчі Ліги 1 проти «Страсбура», вийшовши на заміну Альберту Гренбеку. 22 грудня 2024 року в поєдинку Кубка Франції проти «Бордо» забив свій перший гол за клуб.

## Кар'єра в збірній
Виступав за збірні Уельсу до 15, до 16 і до 18 років. У березні 2022 року почав виступати в збірній Англії до 20 років, зігравши в поєдинках проти Польщі та Німеччини.
У вересні 2022 року отримав виклик до збірної Уельсу до 21 року для участі в товариському матчі проти збірної Австрії. Втім вже 19 вересня довикликаний до дорослої збірної Уельсу головним тренером Робертом Пейджем для участі в матчах Ліги націй УЄФА проти збірних Бельгії та Польщі, аби замінити травмованого Джо Аллена. Однак в цих поєдинках участі не брав.
25 березня 2023 року дебютував за збірну Уельсу в матчі відбіркового турніру до чемпіонату Європи 2024 проти збірної Хорватії, замінивши Джо Моррелла.

## Статистика виступів

### Клубна статистика
Станом на 17 травня 2025
| Клуб              | Сезон             | Чемпіонат         | Чемпіонат | Чемпіонат | Кубок | Кубок | Кубок ліги | Кубок ліги | Інші  | Інші | Всього | Всього |
| Клуб              | Сезон             | Дивізіон          | Матчі     | Голи      | Матчі | Голи  | Матчі      | Голи       | Матчі | Голи | Матчі  | Голи   |
| ----------------- | ----------------- | ----------------- | --------- | --------- | ----- | ----- | ---------- | ---------- | ----- | ---- | ------ | ------ |
| Бірмінгем Сіті    | 2021–22           | Чемпіоншип        | 20        | 1         | 1     | 0     | 0          | 0          | 0     | 0    | 21     | 1      |
| Бірмінгем Сіті    | 2022–23           | Чемпіоншип        | 33        | 0         | 3     | 1     | 1          | 0          | 0     | 0    | 37     | 1      |
| Бірмінгем Сіті    | 2023–24           | Чемпіоншип        | 42        | 8         | 3     | 0     | 2          | 0          | 0     | 0    | 47     | 8      |
| Бірмінгем Сіті    | Всього            | Всього            | 95        | 9         | 7     | 1     | 3          | 0          | 0     | 0    | 105    | 10     |
| Ренн              | 2024–25           | Ліга 1            | 23        | 0         | 2     | 1     | —          | —          | 0     | 0    | 25     | 1      |
| Всього за кар'єру | Всього за кар'єру | Всього за кар'єру | 118       | 9         | 9     | 2     | 3          | 0          | 0     | 0    | 130    | 11     |

### Міжнародна статистика
Станом на 9 червня 2025 
| Збірна            | Сезон             | Товариські | Товариські | Офіційні | Офіційні | Всього | Всього |
| Збірна            | Сезон             | Матчі      | Голи       | Матчі    | Голи     | Матчі  | Голи   |
| ----------------- | ----------------- | ---------- | ---------- | -------- | -------- | ------ | ------ |
| Уельс             |                   |            |            |          |          |        |        |
| 2023              | 2                 | 0          | 6          | 0        | 8        | 0      |        |
| 2024              | 1                 | 0          | 7          | 0        | 8        | 0      |        |
| 2025              | 0                 | 0          | 4          | 0        | 4        | 0      |        |
| Всього за кар'єру | Всього за кар'єру | 3          | 0          | 17       | 0        | 20     | 0      |

### Матчі за збірну
Станом на 9 червня 2025 
| Матчі Джордана Джеймса за збірну Уельсу | Матчі Джордана Джеймса за збірну Уельсу | Матчі Джордана Джеймса за збірну Уельсу | Матчі Джордана Джеймса за збірну Уельсу | Матчі Джордана Джеймса за збірну Уельсу | Матчі Джордана Джеймса за збірну Уельсу | Матчі Джордана Джеймса за збірну Уельсу | Матчі Джордана Джеймса за збірну Уельсу |
| №                                       | Дата                                    | Суперник                                | Рахунок                                 | Голи                                    | Картки                                  | Хвилини                                 | Змагання                                |
| --------------------------------------- | --------------------------------------- | --------------------------------------- | --------------------------------------- | --------------------------------------- | --------------------------------------- | --------------------------------------- | --------------------------------------- |
| 1                                       | 25 березня 2023                         | Хорватія                                | 1–1                                     |                                         |                                         | 1'                                      | Відбіркові матчі ЧЄ-2024                |
| 2                                       | 19 червня 2023                          | Туреччина                               | 0–2                                     |                                         |                                         | 6'                                      | Відбіркові матчі ЧЄ-2024                |
| 3                                       | 7 вересня 2023                          | Південна Корея                          | 0–0                                     |                                         |                                         | 60'                                     | Товариський матч                        |
| 4                                       | 11 вересня 2023                         | Латвія                                  | 2–0                                     |                                         |                                         | 90'                                     | Відбіркові матчі ЧЄ-2024                |
| 5                                       | 11 жовтня 2023                          | Гібралтар                               | 4–0                                     |                                         |                                         | 45'                                     | Товариський матч                        |
| 6                                       | 15 жовтня 2023                          | Хорватія                                | 2–1                                     |                                         | 86'                                     | 90'                                     | Відбіркові матчі ЧЄ-2024                |
| 7                                       | 18 листопада 2023                       | Вірменія                                | 1–1                                     |                                         | 78'                                     | 90'                                     | Відбіркові матчі ЧЄ-2024                |
| 8                                       | 21 листопада 2023                       | Туреччина                               | 1–1                                     |                                         |                                         | 90'                                     | Відбіркові матчі ЧЄ-2024                |
| 9                                       | 26 березня 2024                         | Фінляндія                               | 4–1                                     |                                         | 54'                                     | 90'                                     | Відбіркові матчі ЧЄ-2024 (плей-оф)      |
| 10                                      | 31 березня 2024                         | Польща                                  | 0–0 (пен. 4–5)                          |                                         | 55'                                     | 120'                                    | Відбіркові матчі ЧЄ-2024 (плей-оф)      |
| 11                                      | 9 червня 2024                           | Словаччина                              | 0–4                                     |                                         | 86'                                     | 90'                                     | Товариський матч                        |
| 12                                      | 6 вересня 2024                          | Туреччина                               | 0–0                                     |                                         |                                         | 88'                                     | Ліга націй УЄФА 2024–25 (B)             |
| 13                                      | 9 вересня 2024                          | Чорногорія                              | 2–1                                     |                                         | 90'                                     | 29'                                     | Ліга націй УЄФА 2024–25 (B)             |
| 14                                      | 11 жовтня 2024                          | Ісландія                                | 2–2                                     |                                         | 59'                                     | 90'                                     | Ліга націй УЄФА 2024–25 (B)             |
| 15                                      | 16 листопада 2024                       | Туреччина                               | 0–0                                     |                                         |                                         | 72'                                     | Ліга націй УЄФА 2024–25 (B)             |
| 16                                      | 19 листопада 2024                       | Ісландія                                | 4–1                                     |                                         |                                         | 1'                                      | Ліга націй УЄФА 2024–25 (B)             |
| 17                                      | 22 березня 2025                         | Казахстан                               | 3–1                                     |                                         |                                         | 28'                                     | Відбіркові матчі ЧС-2026                |
| 18                                      | 25 березня 2025                         | Уельс                                   | 1–1                                     |                                         | 90'                                     | 90'                                     | Відбіркові матчі ЧС-2026                |
| 19                                      | 6 червня 2025                           | Ліхтенштейн                             | 3–0                                     |                                         |                                         | 16'                                     | Відбіркові матчі ЧС-2026                |
| 20                                      | 9 червня 2025                           | Бельгія                                 | 3–4                                     |                                         |                                         | 63'                                     | Відбіркові матчі ЧС-2026                |

Всього: 20 матчів / 0 голів; 8 перемог, 8 нічиїх, 4 поразки.